# IC 2611
IC 2611 ist ein Stern im Sternbild Leo auf der Ekliptik, den der Astronom Guillaume Bigourdan am 26. März 1898 fälschlich als IC-Objekt beschrieb.